# Masamitsu Ichiguchi
Masamitsu Ichiguchi (市口 政光?, Ichiguchi Masamitsu; Osaka, 12 gennaio 1940) è un ex lottatore giapponese.
Ha partecipato a due edizioni dei giochi olimpici (1960 e 1964) conquistando una medaglia a Tokyo 1964.

## Palmarès
Olimpiadi
- 1 medaglia:
  - 1 oro (lotta greco-romana - pesi piuma a Tokyo 1964)

Mondiali
- 1 medaglia:
  - 1 oro (57 kg a Toledo 1962)

Giochi asiatici
- 1 medaglia:
  - 1 oro (57 kg a Giacarta 1962)